# 페로몬

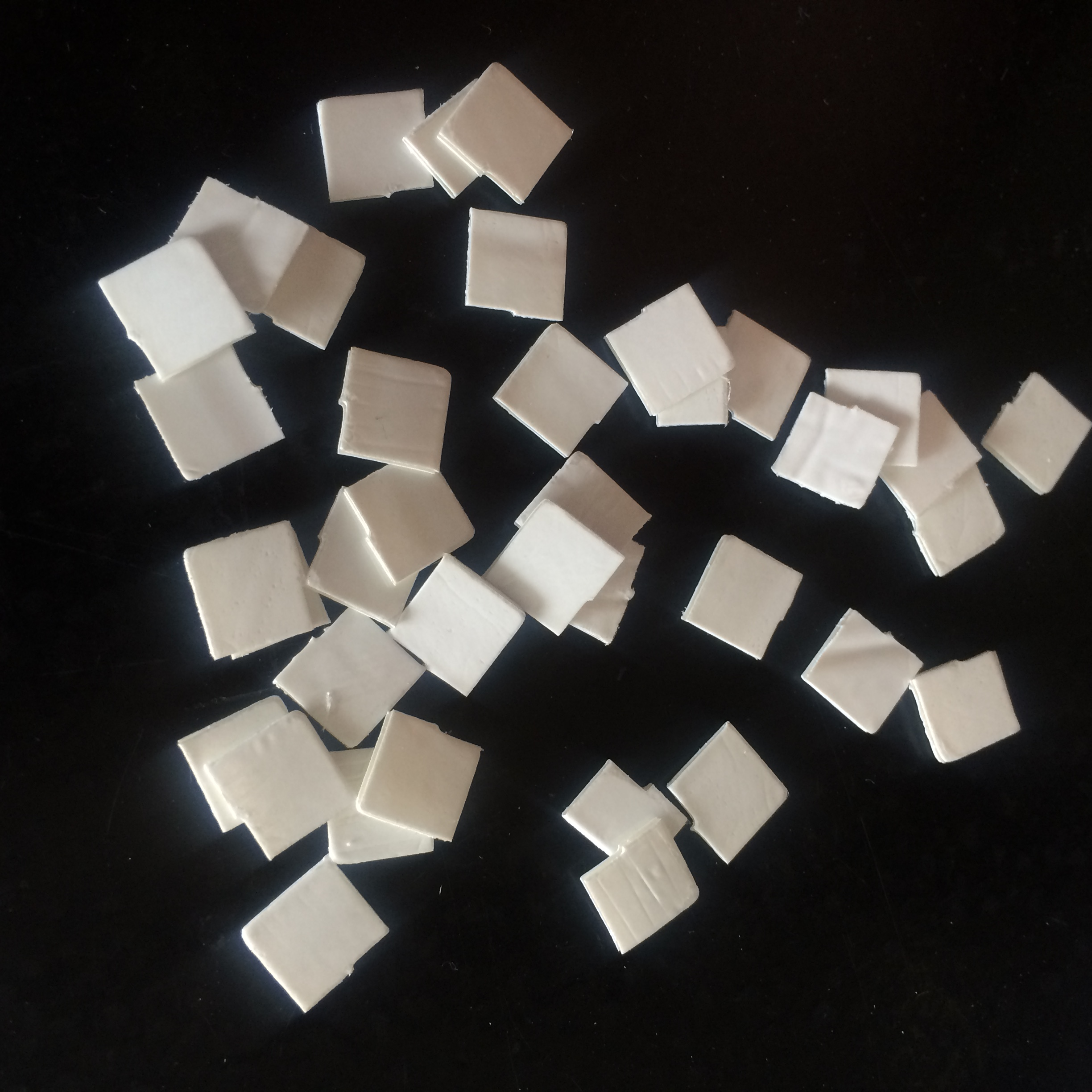

페로몬(영어: pheromone)은 같은 종의 동물 사이에 신호를 보내거나 의사소통을 하기 위해 사용되는 화학물질이다. 체외분비성 물질이며, 경보 페로몬, 음식 운반 페로몬, 성적 페로몬 등 행동과 생리를 조절하는 여러 종류의 페로몬이 존재한다. 덧붙여, 몇몇의 척추동물과 식물이 페로몬을 사용해 의사소통을 한다. 꿀벌 같은 곤충의 내분비샘에서 주로 검출된다.

## 배경
화학자 아돌프 부테난트(1903~1995)는 나방이 극소량의 화학물질로 이성을 발견하고 유혹하는 것을 연구하여 페로몬의 존재를 밝혀내었다.
"페로몬"이란 말은 1959년 피터 칼슨과 마틴 루셔가 주장한 용어로, 그리스어의 "운반하다"라는 뜻을 가진 'pherein'과 "자극하다"라는 뜻을 가진 'hormone'에서 착안해 만들었다고 했다.

## 유형별 분류

### 프라이머 페로몬
프라이머 페로몬(primer pheromone)은 발달 사건의 변화를 유발 및 진행시킨다(행동 변화를 유발하는 다른 페로몬과는 다르게 구별된다). 작용메카니즘으로 분류된 페로몬의 1군으로 이것을 수용한 개체는 우선 대사계ㆍ내분비계의 영향을 받아서 일련의 생리적 변화를 일으켜 그 결과로 형태나 행동이 변한다. 프라이머페로몬이 초래하는 작용을 프라이머효과(primer effect)라고 한다. E. O. Wilson 및 W. H. Bossert(1963)가 제창한 용어. 꿀벌의 여왕물질,유모꿀벌에서 일벌로의 전환 등, 사회성 곤충의 계급분화에 관여하는 페로몬은 이것에 속한다.

## 페로몬 수용체

### 보습코 기관
보습코 기관
보습코 수용체 (vomeronasal receptor)

## 인간의 성 페로몬 논란
인간은 시각적 단서에 크게 의존하지만, 가까이 있을 때 냄새도 사회적 성적 행동에 역할을 한다. 인간 페로몬을 연구하는 데 있어 고유한 어려움은 인간 참가자의 청결과 무취가 필요하다는 것이다. 다양한 연구자들이 페로몬의 존재 가능성을 조사했지만, 동료 검토 연구에서 페로몬 물질이 인간의 행동에 직접적인 영향을 미치는 것으로 입증된 적은 없다. 실험은 겨드랑이 스테로이드, 질 지방산, 보습코 기관 자극제 등 세 가지 종류의 가능한 인간 페로몬에 초점을 맞추었으며, 여기에는 페로몬이 남성의 성적 인지에 영향을 미친다고 주장하는 이 2018년 연구가 포함된다.

### 보습코 기관 자극제
보습코 기관

## 같이 보기
- 피토케미컬
- 성페로몬